# ATP Challenger Tour 2024
In der folgenden Tabelle werden die Turniere der professionellen Herrentennis-Saison 2024 der ATP Challenger Tour dargestellt. Sie bestand aus Turnieren mit einem Preisgeld zwischen 41.000 und 225.500 US-Dollar, die Turniersieger gewannen zwischen 50 und 175 Weltranglistenpunkte. Es war die 48. Ausgabe des Challenger-Turnierzyklus und die 16. unter dem Namen ATP Challenger Tour. In der Regel wurde vor den Turnieren eine Qualifikation mit 24 Spielern gespielt, aus denen sich sechs einen Platz für das Hauptfeld sicherten.

## Turnierplan

### Januar
| Datum1 | Ort                        | Turnier                           | Preisgeld2 | Belag3        | Sieger Einzel         | Sieger Doppel                                   |
| ------ | -------------------------- | --------------------------------- | ---------- | ------------- | --------------------- | ----------------------------------------------- |
| 01.01. | Canberra                   | Workday Canberra International    | $ 164.000  | Hartplatz     | Dominik Koepfer       | Daniel Rincón Abedallah Shelbayh                |
| 01.01. | Nouméa                     | Open SIFA Nouvelle-Calédonie      | $ 133.250  | Hartplatz     | Arthur Cazaux         | Colin Sinclair Jose Statham                     |
| 01.01. | Nonthaburi                 | Bangkok Open I                    | $ 082.000  | Hartplatz     | Valentin Vacherot     | Arthur Fery Joshua Paris                        |
| 01.01. | Oeiras                     | Oeiras Indoor I                   | € 036.900  | Hartplatz (i) | Maks Kaśnikowski      | Jay Clarke Marcus Willis                        |
| 08.01. | Nonthaburi                 | Bangkok Open II                   | $ 082.000  | Hartplatz     | Valentin Vacherot     | Manuel Guinard Grégoire Jacq                    |
| 08.01. | Oeiras                     | Oeiras Indoor II                  | € 074.825  | Hartplatz (i) | Leandro Riedi         | Karol Drzewiecki Piotr Matuszewski              |
| 08.01. | Buenos Aires               | Challenger AAT de TCA             | $ 041.000  | Sand          | Gonzalo Bueno         | Arklon Huertas del Pino Conner Huertas del Pino |
| 15.01. | Teneriffa                  | Tenerife Challenger I             | € 120.950  | Hartplatz     | Brandon Nakashima     | Vasil Kirkov Luis David Martínez                |
| 15.01. | Nonthaburi                 | Thailand Tennis Tour              | $ 082.000  | Hartplatz     | Matteo Gigante        | Luke Johnson Skander Mansouri                   |
| 15.01. | Buenos Aires               | Challenger AAT de TCA II          | $ 041.000  | Sand          | Facundo Bagnis        | João Fonseca Pedro Sakamoto                     |
| 15.01. | Indian Wells               | Southern California Open I        | $ 041.000  | Hartplatz     | Mitchell Krueger      | Ryan Seggerman Patrik Trhac                     |
| 22.01. | Ottignies-Louvain-la-Neuve | BW Open                           | € 148.625  | Hartplatz (i) | Leandro Riedi         | Luke Johnson Skander Mansouri                   |
| 22.01. | Quimper                    | Open Quimper Bretagne Occidentale | € 148.625  | Hartplatz (i) | Pierre-Hugues Herbert | Manuel Guinard Arthur Rinderknech               |
| 22.01. | Punta del Este             | Punta del Este Open               | $ 082.000  | Sand          | Gianluca Mager        | Murkel Dellien Federico Agustín Gómez           |
| 22.01. | Indian Wells               | Southern California Open II       | $ 041.000  | Hartplatz     | Blaise Bicknell       | Ryan Seggerman Patrik Trhac                     |
| 29.01. | Koblenz                    | Koblenz Open                      | € 120.950  | Hartplatz (i) | Jurij Rodionov        | Sander Arends Sem Verbeek                       |
| 29.01. | Burnie                     | HCI Burnie International I        | $ 082.000  | Hartplatz     | Omar Jasika           | Alex Bolt Luke Saville                          |
| 29.01. | Cleveland                  | Cleveland Open                    | $ 082.000  | Hartplatz (i) | Patrick Kypson        | George Goldhoff James Trotter                   |
| 29.01. | Piracicaba                 | Brasil Tennis Challenger          | $ 082.000  | Sand          | Camilo Ugo Carabelli  | Guido Andreozzi Guillermo Durán                 |

### Februar
| Datum1 | Ort        | Turnier                                        | Preisgeld2 | Belag3        | Sieger Einzel              | Sieger Doppel                         |
| ------ | ---------- | ---------------------------------------------- | ---------- | ------------- | -------------------------- | ------------------------------------- |
| 05.02. | Chennai    | Chennai Open                                   | $ 133.250  | Hartplatz     | Sumit Nagal                | Saketh Myneni Ramkumar Ramanathan     |
| 05.02. | Burnie     | HCI Burnie International II                    | $ 082.000  | Hartplatz     | Adam Walton                | Benjamin Lock Yūta Shimizu            |
| 05.02. | Nottingham | Lexus Nottingham Challenger                    | € 074.825  | Hartplatz (i) | Giovanni Mpetshi Perricard | Petr Nouza Patrik Rikl                |
| 12.02. | Manama     | Bahrain Ministry of Interior Tennis Challenger | $ 164.000  | Hartplatz     | Michail Kukuschkin         | Sergio Martos Gornés Petros Tsitsipas |
| 12.02. | Bangalore  | Bengaluru Open                                 | $ 133.250  | Hartplatz     | Stefano Napolitano         | Saketh Myneni Ramkumar Ramanathan     |
| 12.02. | Cherbourg  | Challenger La Manche – Cherbourg               | € 074.825  | Hartplatz (i) | Zsombor Piros              | George Goldhoff James Trotter         |
| 12.02. | Glasgow    | Glasgow Trophy                                 | € 036.900  | Hartplatz (i) | Clément Chidekh            | Scott Duncan Marcus Willis            |
| 19.02. | Pau        | Teréga Open Pau–Pyrénées                       | € 148.625  | Hartplatz (i) | Otto Virtanen              | Christian Harrison Brandon Nakashima  |
| 19.02. | Pune       | Maharashtra Open PMR Challenger                | $ 133.250  | Hartplatz     | Valentin Vacherot          | Tristan Schoolkate Adam Walton        |
| 19.02. | Teneriffa  | Tenerife Challenger II                         | € 074.825  | Hartplatz     | Matteo Gigante             | Petr Nouza Patrik Rikl                |
| 26.02. | Lille      | Play In Challenger                             | € 120.950  | Hartplatz (i) | Arthur Rinderknech         | Christian Harrison Marcus Willis      |
| 26.02. | Neu-Delhi  | Delhi Open                                     | $ 082.000  | Hartplatz     | Geoffrey Blancaneaux       | Piotr Matuszewski Matthew Romios      |
| 26.02. | Teneriffa  | Tenerife Challenger III                        | € 074.825  | Hartplatz     | Michail Kukuschkin         | Sander Arends Sem Verbeek             |
| 26.02. | Kigali     | Rwanda Challenger I                            | $ 041.000  | Sand          | Kamil Majchrzak            | Max Houkes Clément Tabur              |

### März
| Datum1 | Ort               | Turnier                                                       | Preisgeld2 | Belag3        | Sieger Einzel         | Sieger Doppel                                       |
| ------ | ----------------- | ------------------------------------------------------------- | ---------- | ------------- | --------------------- | --------------------------------------------------- |
| 04.03. | Lugano            | Challenger Città di Lugano                                    | € 074.825  | Hartplatz (i) | Otto Virtanen         | Sander Arends Sem Verbeek                           |
| 04.03. | Santa Cruz        | Challenger Bolivia                                            | $ 082.000  | Sand          | Camilo Ugo Carabelli  | Andrea Collarini Renzo Olivo                        |
| 04.03. | Kigali            | Rwanda Challenger II                                          | $ 041.000  | Sand          | Marco Trungelliti     | Thomas Fancutt Hunter Reese                         |
| 11.03. | Phoenix           | Arizona Tennis Classic                                        | $ 225.500  | Hartplatz     | Nuno Borges           | Sadio Doumbia Fabien Reboul                         |
| 11.03. | Santiago de Chile | Dove Men+Care Challenger Santiago                             | $ 082.000  | Sand          | Juan Pablo Varillas   | Fernando Romboli Marcelo Zormann                    |
| 11.03. | Székesfehérvár    | Kiskút Open                                                   | € 074.825  | Sand (i)      | Tseng Chun-hsin       | Titouan Droguet Matteo Martineau                    |
| 11.03. | Hamburg           | Challenger Hamburg                                            | € 036.900  | Hartplatz (i) | Henri Squire          | Mattia Bellucci Rémy Bertola                        |
| 18.03. | Asunción          | Paraguay Open                                                 | $ 082.000  | Sand          | Gustavo Heide         | Boris Arias Federico Zeballos                       |
| 18.03. | Murcia            | ATP Challenger Costa Cálida Región de Murcia                  | € 074.825  | Sand          | Henrique Rocha        | Théo Arribagé Victor Vlad Cornea                    |
| 18.03. | Zadar             | Falkensteiner Punta Skala – Zadar Open                        | € 074.825  | Sand          | Jozef Kovalík         | Manuel Guinard Grégoire Jacq                        |
| 18.03. | Mérida            | Yucatán Open                                                  | $ 041.000  | Sand          | Tristan Boyer         | Thomas Fancutt Hunter Reese                         |
| 25.03. | Neapel            | Napoli Tennis Cup                                             | € 148.625  | Sand          | Luca Nardi            | Guido Andreozzi Miguel Ángel Reyes Varela           |
| 25.03. | Girona            | Eurofirms Girona – Costa Brava Challenger                     | € 120.950  | Sand          | Pedro Martínez        | Gonzalo Escobar Alexander Nedowessow                |
| 25.03. | San Luis Potosí   | San Luis Open                                                 | $ 082.000  | Sand          | Nicolás Mejía         | Rithvik Choudary Bollipalli Niki Kaliyanda Poonacha |
| 25.03. | São Leopoldo      | Circuito Banco BRB/Engie de Tênis Profissional – São Léo Open | $ 082.000  | Sand          | Adolfo Daniel Vallejo | Marcelo Demoliner Orlando Luz                       |

### April
| Datum1 | Ort                   | Turnier                                                     | Preisgeld2 | Belag3    | Sieger Einzel              | Sieger Doppel                                       |
| ------ | --------------------- | ----------------------------------------------------------- | ---------- | --------- | -------------------------- | --------------------------------------------------- |
| 01.04. | Mexiko-Stadt          | Mexico City Open                                            | $ 164.000  | Sand      | Thiago Agustín Tirante     | Ryan Seggerman Patrik Trhac                         |
| 01.04. | Barcelona             | Emilio Sánchez Challenger                                   | € 074.825  | Sand      | Nick Hardt                 | Daniel Rincón Oriol Roca Batalla                    |
| 01.04. | Barletta              | Open Città della Disfida Trofeo Iperedil                    | € 074.825  | Sand      | Damir Džumhur              | Zdeněk Kolář Tseng Chun-hsin                        |
| 01.04. | Florianópolis         | Circuito Banco BRB/Engie de Tênis Profissional – Engie Open | $ 082.000  | Sand      | Enzo Couacaud              | Daniel Cukierman Carlos Sánchez Jover               |
| 8.04.  | Busan                 | Busan Open Challenger                                       | $ 164.000  | Hartplatz | Yasutaka Uchiyama          | Ray Ho Nam Ji-sung                                  |
| 8.04.  | Madrid                | Open Comunidad de Madrid                                    | € 120.950  | Sand      | Stefano Napolitano         | Harri Heliövaara Henry Patten                       |
| 8.04.  | Morelos               | Morelos Open                                                | $ 082.000  | Hartplatz | Giovanni Mpetshi Perricard | Arjun Kadhe Jeevan Nedunchezhiyan                   |
| 8.04.  | Sarasota              | Elizabeth Moore Sarasota Open                               | $ 082.000  | Sand      | Thanasi Kokkinakis         | Tristan Boyer Oliver Crawford                       |
| 8.04.  | Split                 | Split Open                                                  | € 074.825  | Sand      | Jozef Kovalík              | Jonathan Eysseric Bart Stevens                      |
| 15.04. | Acapulco              | Acapulco Tenis Open                                         | $ 164.000  | Hartplatz | Giovanni Mpetshi Perricard | Rithvik Choudary Bollipalli Niki Kaliyanda Poonacha |
| 15.04. | Oeiras                | Oeiras Open                                                 | € 148.625  | Sand      | Francisco Comesaña         | Filip Bergevi Mick Veldheer                         |
| 15.04. | Gwangju               | Gwangju Open                                                | $ 082.000  | Hartplatz | Lloyd Harris               | Lee Jea-moon Song Min-kyu                           |
| 15.04. | Tallahassee           | Tallahassee Tennis Challenger                               | $ 082.000  | Sand      | Zizou Bergs                | Simon Freund Johannes Ingildsen                     |
| 15.04. | San Miguel de Tucumán | AAT Challenger Santander Edición Tucumán                    | $ 041.000  | Sand      | Andrea Collarini           | Luís Britto Gonzalo Villanueva                      |
| 22.04. | Ostrava               | Ostra Group Open                                            | € 074.825  | Sand      | Damir Džumhur              | Jaime Faria Henrique Rocha                          |
| 22.04. | Rom                   | Roma Garden Open                                            | € 074.825  | Sand      | Alejandro Moro Cañas       | Luke Johnson Skander Mansouri                       |
| 22.04. | Savannah              | Savannah Challenger                                         | $ 082.000  | Sand      | Alexander Ritschard        | Christian Harrison Marcus Willis                    |
| 22.04. | Shenzhen              | Shenzhen Luohu Open                                         | $ 082.000  | Hartplatz | Lloyd Harris               | Yūta Shimizu James Trotter                          |
| 22.04. | Concepción            | Dove Men+Care Concepción                                    | $ 041.000  | Sand      | Gonzalo Bueno              | Seita Watanabe Takeru Yuzuki                        |
| 29.04. | Aix-en-Provence       | Open Aix Provence Crédit Agricole                           | € 205.000  | Sand      | Alejandro Tabilo           | Luke Johnson Skander Mansouri                       |
| 29.04. | Cagliari              | Sardegna Open                                               | € 205.000  | Sand      | Mariano Navone             | N. Sriram Balaji Andre Begemann                     |
| 29.04. | Guangzhou             | Guangzhou Nansha International Challenger                   | $ 082.000  | Hartplatz | Tristan Schoolkate         | Blake Ellis Tristan Schoolkate                      |
| 29.04. | Porto Alegre          | Brasil Tennis Open                                          | $ 041.000  | Sand      | Ergi Kırkın                | Roberto Cid Subervi Kaichi Uchida                   |

### Mai
| Datum1 | Ort                 | Turnier                                   | Preisgeld2 | Belag3    | Sieger Einzel                 | Sieger Doppel                            |
| ------ | ------------------- | ----------------------------------------- | ---------- | --------- | ----------------------------- | ---------------------------------------- |
| 06.05. | Mauthausen          | Danube Upper Austria Open                 | € 120.950  | Sand      | Lucas Pouille                 | Constantin Frantzen Hendrik Jebens       |
| 06.05. | Francavilla al Mare | Francavilla al Mare Open                  | € 074.825  | Sand      | Titouan Droguet               | Théo Arribagé Victor Vlad Cornea         |
| 06.05. | Prag                | I.ČLTK Prague Open                        | € 074.825  | Sand      | Jiří Veselý                   | Jakob Schnaitter Mark Wallner            |
| 06.05. | Wuxi                | Wuxi Open                                 | $ 082.000  | Hartplatz | Bu Yunchaokete                | Calum Puttergill Reese Stalder           |
| 06.05. | Santos              | Santos Brasil Tennis Cup                  | $ 041.000  | Sand      | Alejo Lorenzo Lingua Lavallén | Roy Stepanov Andrés Urrea                |
| 13.05. | Bordeaux            | BNP Paribas Primrose Bordeaux             | € 205.000  | Sand      | Arthur Fils                   | Julian Cash Robert Galloway              |
| 13.05. | Turin               | Piemonte Open Intesa Sanpaolo             | € 205.000  | Sand      | Francesco Passaro             | Harri Heliövaara Henry Patten            |
| 13.05. | Oeiras              | Oeiras Open 4                             | € 074.825  | Sand      | Jaime Faria                   | Anirudh Chandrasekar Arjun Kadhe         |
| 13.05. | Taipeh              | Santaizi Challenger                       | $ 082.000  | Hartplatz | Adam Walton                   | Ray Ho Nam Ji-sung                       |
| 13.05. | Tunis               | Tunis Open                                | $ 082.000  | Sand      | Oriol Roca Batalla            | Federico Agustín Gómez Marcus Willis     |
| 20.05. | Skopje              | Macedonian Open                           | € 074.825  | Sand      | Joel Schwärzler               | Ryan Seggerman Patrik Trhac              |
| 20.05. | Augsburg            | Schwaben Open                             | € 036.900  | Sand      | Timofei Skatow                | Jakob Schnaitter Mark Wallner            |
| 20.05. | Kachetien           | Kachreti Challenger                       | $ 041.000  | Hartplatz | Robin Bertrand                | Charles Broom Ben Jones                  |
| 27.05. | Little Rock         | UAMS Health Little Rock Open              | $ 082.000  | Hartplatz | Mitchell Krueger              | Liam Draxl Benjamin Sigouin              |
| 27.05. | Vicenza             | Internazionali di Tennis Città di Vicenza | € 074.825  | Sand      | Tseng Chun-hsin               | Wladyslaw Manafow Patrik Niklas-Salminen |

### Juni
| Datum1 | Ort        | Turnier                                   | Preisgeld2 | Belag3    | Sieger Einzel          | Sieger Doppel                             |
| ------ | ---------- | ----------------------------------------- | ---------- | --------- | ---------------------- | ----------------------------------------- |
| 03.06. | Surbiton   | Lexus Surbiton Trophy                     | € 148.625  | Rasen     | Lloyd Harris           | Julian Cash Robert Galloway               |
| 03.06. | Heilbronn  | Neckarcup                                 | € 120.950  | Sand      | Sumit Nagal            | Romain Arneodo Geoffrey Blancaneaux       |
| 03.06. | Prostějov  | Unicredit Czech Open                      | € 120.950  | Sand      | Jérôme Kym             | Iwan Ljutarewitsch Sergio Martos Gornés   |
| 03.06. | Tyler      | Texas Spine & Joint Men’s Championships   | $ 082.000  | Hartplatz | James Trotter          | Hans Hach Verdugo James Trotter           |
| 03.06. | Zagreb     | Zagreb Open                               | € 074.825  | Sand      | Damir Džumhur          | Jonathan Eysseric Quentin Halys           |
| 03.06. | Santa Fe   | AAT Challenger Santander Edición Santa Fe | $ 041.000  | Sand      | Andrea Collarini       | Hady Habib Trey Hilderbrand               |
| 10.06. | Nottingham | Rothesay Open Nottingham                  | € 148.625  | Rasen     | Jacob Fearnley         | John Peers Marcus Willis                  |
| 10.06. | Perugia    | Internazionali di Tennis Città di Perugia | € 148.625  | Sand      | Luciano Darderi        | Guido Andreozzi Miguel Ángel Reyes Varela |
| 10.06. | Bratislava | Bratislava Open                           | € 120.950  | Sand      | Kamil Majchrzak        | Jakob Schnaitter Mark Wallner             |
| 10.06. | Lyon       | Open Sopra Steria de Lyon                 | € 120.950  | Sand      | Hugo Gaston            | Manuel Guinard Grégoire Jacq              |
| 10.06. | Lima       | Lima Challenger                           | $ 041.000  | Sand      | Juan Manuel Cerúndolo  | Hady Habib Trey Hilderbrand               |
| 17.06. | Ilkley     | Lexus Ilkley Trophy                       | € 148.625  | Rasen     | David Goffin           | Evan King Reese Stalder                   |
| 17.06. | Sassuolo   | Emilia-Romagna Tennis Cup                 | € 148.625  | Sand      | Jesper de Jong         | Marco Bortolotti Matthew Romios           |
| 17.06. | Posen      | Enea Poznań Open                          | € 074.825  | Sand      | Maks Kaśnikowski       | Orlando Luz Marcelo Zormann               |
| 17.06. | Blois      | Internationaux de Tennis de Blois         | € 036.900  | Sand      | Ričardas Berankis      | Benjamin Lock Courtney John Lock          |
| 17.06. | Santa Cruz | Challenger Bolivia II                     | $ 041.000  | Sand      | Juan Manuel Cerúndolo  | Hady Habib Trey Hilderbrand               |
| 24.06. | Mailand    | Aspria Tennis Cup                         | € 074.825  | Sand      | Federico Agustín Gómez | Andre Begemann Jonathan Eysseric          |
| 24.06. | Ibagué     | Ibagué Open                               | $ 041.000  | Sand      | Álvaro Guillén Meza    | Finn Reynolds Matías Soto                 |

### Juli
| Datum1 | Ort              | Turnier                                  | Preisgeld2 | Belag3    | Sieger Einzel           | Sieger Doppel                                    |
| ------ | ---------------- | ---------------------------------------- | ---------- | --------- | ----------------------- | ------------------------------------------------ |
| 01.07. | Bloomfield Hills | Cranbrook Tennis Classic                 | $ 082.000  | Hartplatz | Learner Tien            | Ryan Seggerman Patrik Trhac                      |
| 01.07. | Brașov           | Ion Țiriac Challenger                    | € 074.825  | Sand      | Murkel Dellien          | Javier Barranco Cosano Nicolas Moreno de Alboran |
| 01.07. | Karlsruhe        | Pfeiffer & May Tennis Open               | € 074.825  | Sand      | Jozef Kovalík           | Jakob Schnaitter Mark Wallner                    |
| 01.07. | Modena           | Modena Challenger                        | € 074.825  | Sand      | Albert Ramos Viñolas    | Jonathan Eysseric George Goldhoff                |
| 01.07. | Troyes           | Internationaux de Tennis de Troyes       | € 036.900  | Sand      | Gabriel Debru           | Neil Oberleitner Jakub Paul                      |
| 08.07. | Braunschweig     | Brawo Open                               | € 148.625  | Sand      | Roberto Carballés Baena | Sander Arends Robin Haase                        |
| 08.07. | Salzburg         | Sparkasse Salzburg Open                  | € 148.625  | Sand      | Alexander Ritschard     | Manuel Guinard Grégoire Jacq                     |
| 08.07. | Iași             | Concord Iași Open                        | € 120.950  | Sand      | Hugo Dellien            | Cezar Crețu Bogdan Pavel                         |
| 08.07. | Triest           | Città di Trieste Challenger              | € 120.950  | Sand      | Federico Agustín Gómez  | Marco Bortolotti Matthew Romios                  |
| 08.07. | Winnipeg         | Winnipeg National Bank Challenger        | $ 082.000  | Hartplatz | Benjamin Bonzi          | Christian Harrison Cannon Kingsley               |
| 15.07. | Amersfoort       | Van Mossel Kia Dutch Open                | € 074.825  | Sand      | Tomás Barrios Vera      | Marcelo Demoliner Guillermo Durán                |
| 15.07. | Granby           | Championnats Banque Nationale de Granby  | $ 082.000  | Hartplatz | Bu Yunchaokete          | Andrés Andrade Mac Kiger                         |
| 15.07. | Astana           | President’s Cup                          | $ 041.000  | Hartplatz | Dimitar Kusmanow        | Jegor Agafonow Ilja Simakin                      |
| 15.07. | Pozoblanco       | Open de Tenis Ciudad de Pozoblanco       | € 036.900  | Hartplatz | August Holmgren         | Dan Added Arthur Reymond                         |
| 22.07. | Zug              | Dialectic Zug Open                       | € 148.625  | Sand      | Jérôme Kym              | Jurij Rodionov Wolodymyr Uschylowskyj            |
| 22.07. | Verona           | Internazionali di Tennis Verona          | € 120.950  | Sand      | Federico Arnaboldi      | Marcelo Demoliner Guillermo Durán                |
| 22.07. | Chicago          | Chicago Men’s Challenger                 | $ 082.000  | Hartplatz | Gabriel Diallo          | Luke Saville Li Tu                               |
| 22.07. | Tampere          | Tampere Open                             | € 074.825  | Sand      | Daniel Rincón           | Íñigo Cervantes Daniel Rincón                    |
| 22.07. | Segovia          | Open Castilla y León                     | € 036.900  | Hartplatz | Antoine Escoffier       | Dan Added Arthur Reymond                         |
| 29.07. | Porto            | Porto Open                               | € 148.625  | Hartplatz | August Holmgren         | Sander Arends Luke Johnson                       |
| 29.07. | San Marino       | Internazionali di Tennis San Marino Open | € 148.625  | Sand      | Alexandre Müller        | Petr Nouza Patrik Rikl                           |
| 29.07. | Lüdenscheid      | Platzmann Open                           | € 120.950  | Sand      | Raphaël Collignon       | David Pel Bart Stevens                           |
| 29.07. | Lexington        | Lexington Challenger                     | $ 082.000  | Hartplatz | João Fonseca            | André Göransson Sem Verbeek                      |
| 29.07. | Liberec          | Svijany Open                             | € 074.825  | Sand      | Hugo Dellien            | Jonáš Forejtek Michael Vrbenský                  |

### August
| Datum1 | Ort                 | Turnier                                                       | Preisgeld2 | Belag3    | Sieger Einzel        | Sieger Doppel                           |
| ------ | ------------------- | ------------------------------------------------------------- | ---------- | --------- | -------------------- | --------------------------------------- |
| 05.08. | Bogotá              | DirecTV Open Bogotá                                           | $ 082.000  | Sand      | Facundo Mena         | Finn Reynolds Matías Soto               |
| 05.08. | Bonn                | Bonn Open                                                     | € 074.825  | Sand      | Hugo Dellien         | Théo Arribagé Orlando Luz               |
| 05.08. | Cordenons           | Serena Wines – Acqua Maniva Tennis Cup                        | € 074.825  | Sand      | Vilius Gaubas        | Marco Bortolotti Matthew Romios         |
| 05.08. | Lincoln             | Lincoln Challenger                                            | $ 082.000  | Hartplatz | Jacob Fearnley       | Robert Cash JJ Tracy                    |
| 12.08. | Santo Domingo       | RD Open                                                       | $ 164.000  | Sand      | Damir Džumhur        | Diego Hidalgo Miguel Ángel Reyes Varela |
| 12.08. | Cary                | Cary Tennis Classic                                           | $ 133.250  | Hartplatz | Roman Safiullin      | John Peers John-Patrick Smith           |
| 12.08. | Grodzisk Mazowiecki | Kozerki Open                                                  | € 074.825  | Hartplatz | Marc-Andrea Hüsler   | Charles Broom David Stevenson           |
| 12.08. | Todi                | Internazionali di Tennis Città di Todi Sidernestor Tennis Cup | € 074.825  | Sand      | Carlos Taberner      | Ivan Sabanov Matej Sabanov              |
| 19.08. | Dobritsch           | Izida Cup                                                     | € 036.900  | Sand      | Juan Bautista Torres | Alexander Merino Christoph Negritu      |
| 19.08. | Jinan               | Jinan Open                                                    | $ 041.000  | Hartplatz | Wu Yibing            | Chung Yun-seong Yūta Shimizu            |
| 26.08. | Como                | Challenger Città di Como Trofeo Banca Intesa Sanpaolo         | € 074.825  | Sand      | Gabriel Debru        | Victor Vlad Cornea Denys Moltschanow    |
| 26.08. | Mallorca            | Rafa Nadal Open                                               | € 074.825  | Hartplatz | Duje Ajduković       | David Pichler Jurij Rodionov            |
| 26.08. | Porto               | Clube Ténis Porto Challenger                                  | € 074.825  | Sand      | Adrian Andreew       | Daniel Cukierman Piotr Matuszewski      |
| 26.08. | Zhangjiagang        | International Challenger Zhangjiagang                         | $ 082.000  | Hartplatz | Yasutaka Uchiyama    | Kaichi Uchida Takeru Yuzuki             |

### September
| Datum1 | Ort                  | Turnier                                                | Preisgeld2 | Belag3        | Sieger Einzel           | Sieger Doppel                                |
| ------ | -------------------- | ------------------------------------------------------ | ---------- | ------------- | ----------------------- | -------------------------------------------- |
| 02.09. | Genua                | AON Open Challenger                                    | € 148.625  | Sand          | Francesco Passaro       | Benjamin Hassan David Vega Hernández         |
| 02.09. | Sevilla              | Copa Sevilla                                           | € 148.625  | Sand          | Roberto Carballés Baena | Petr Nouza Patrik Rikl                       |
| 02.09. | Shanghai             | Road to the Rolex Shanghai Masters Shanghai Challenger | $ 133.250  | Hartplatz     | Shō Shimabukuro         | Cristian Rodríguez Matthew Romios            |
| 02.09. | Tulln                | NÖ Open                                                | € 120.950  | Sand          | Jan Choinski            | Miloš Karol Witalij Satschko                 |
| 02.09. | Cassis               | Cassis Open Provence                                   | € 074.825  | Hartplatz     | Richard Gasquet         | Jaime Faria Henrique Rocha                   |
| 02.09. | Istanbul             | Istanbul Challenger Ted Open                           | $ 082.000  | Hartplatz     | Damir Džumhur           | Aleksandre Bakschi Yankı Erel                |
| 09.09. | Stettin              | Invest in Szczecin Open                                | € 148.625  | Sand          | Vít Kopřiva             | Guido Andreozzi Théo Arribagé                |
| 09.09. | Guangzhou            | Guangzhou Huangpu International Tennis Open            | $ 133.250  | Hartplatz     | Christopher O’Connell   | Evan King Reese Stalder                      |
| 09.09. | Rennes               | Open Blot Rennes                                       | € 120.950  | Hartplatz (i) | Jacob Fearnley          | Sander Arends Grégoire Jacq                  |
| 09.09. | Las Vegas            | Las Vegas Tennis Open                                  | $ 082.000  | Hartplatz     | Learner Tien            | Trey Hilderbrand Alex Lawson                 |
| 09.09. | Dobritsch            | Izida Cup II                                           | € 036.900  | Sand          | Guy den Ouden           | Liam Draxl Cleeve Harper                     |
| 16.09. | Bad Waltersdorf      | Bad Waltersdorf Trophy                                 | € 148.625  | Sand          | Jaume Munar             | Petr Nouza Patrik Rikl                       |
| 16.09. | Saint-Tropez         | Saint-Tropez Open                                      | € 148.625  | Hartplatz     | Gijs Brouwer            | Sander Arends Luke Johnson                   |
| 16.09. | Cali                 | Kia Open                                               | $ 082.000  | Sand          | Juan Pablo Ficovich     | Juan Carlos Aguilar Conner Huertas del Pino  |
| 16.09. | Columbus             | Columbus Challenger                                    | $ 082.000  | Hartplatz (i) | Naoki Nakagawa          | Hans Hach Verdugo James Trotter              |
| 16.09. | Sibiu                | BCR Sibiu Open                                         | € 036.900  | Sand          | Valentin Royer          | Alexander Merino Christoph Negritu           |
| 23.09. | Orléans              | CO’Met Orléans Open                                    | € 148.625  | Hartplatz (i) | Jacob Fearnley          | Benjamin Bonzi Sascha Gueymard Wayenburg     |
| 23.09. | Antofagasta          | Dove Men+Care Antofagasta                              | $ 133.250  | Sand          | Juan Manuel Cerúndolo   | Mateus Alves Matías Soto                     |
| 23.09. | Lissabon             | Lisboa Belém Open                                      | € 120.950  | Sand          | Alexander Ritschard     | Romain Arneodo Théo Arribagé                 |
| 23.09. | Nonthaburi           | Bangkok Challenger                                     | $ 133.250  | Hartplatz     | Wu Tung-lin             | Blake Ellis Adam Walton                      |
| 23.09. | Charleston           | LTP Challenger                                         | $ 082.000  | Hartplatz     | Edas Butvilas           | Luke Saville Tristan Schoolkate              |
| 30.09. | Mouilleron-le-Captif | Open de Vendée                                         | € 120.950  | Hartplatz (i) | Lucas Pouille           | Marcelo Demoliner Christian Harrison         |
| 30.09. | Alicante             | Alicante Ferrero Challenger                            | € 120.950  | Hartplatz     | Kamil Majchrzak         | Anirudh Chandrasekar Niki Kaliyanda Poonacha |
| 30.09. | Braga                | Braga Open                                             | € 074.825  | Sand          | Elmer Møller            | Théo Arribagé Francisco Cabral               |
| 30.09. | Buenos Aires         | Buenos Aires Challenger                                | $ 082.000  | Sand          | Francisco Comesaña      | Murkel Dellien Facundo Mena                  |
| 30.09. | Tiburon              | Tiburon Challenger                                     | $ 082.000  | Hartplatz     | Nishesh Basavareddy     | Luke Saville Tristan Schoolkate              |

### Oktober
| Datum1 | Ort             | Turnier                                           | Preisgeld2 | Belag3        | Sieger Einzel          | Sieger Doppel                       |
| ------ | --------------- | ------------------------------------------------- | ---------- | ------------- | ---------------------- | ----------------------------------- |
| 07.10. | Hangzhou        | Hangzhou Binjiang International Tennis Challenger | $ 164.000  | Hartplatz     | James Duckworth        | Sun Fajing Tergel                   |
| 07.10. | Valencia        | Copa Faulcombridge                                | € 148.625  | Sand          | Pedro Martínez         | Alexander Merino Christoph Negritu  |
| 07.10. | Roanne          | Open Auvergne Rhône-Alpes de Roanne               | € 120.950  | Hartplatz (i) | Benjamin Bonzi         | Nicolás Barrientos David Pel        |
| 07.10. | Villa María     | AAT Challenger Santander Villa María              | $ 133.250  | Sand          | Camilo Ugo Carabelli   | Orlando Luz Marcelo Zormann         |
| 07.10. | Fairfield       | Taube/Kennedy – Grossman Solano Challenger        | $ 082.000  | Hartplatz     | Learner Tien           | Ryan Seggerman Patrik Trhac         |
| 14.10. | Olbia           | Olbia Challenger                                  | € 148.625  | Hartplatz     | Martín Landaluce       | Oleksij Krutych Witalij Satschko    |
| 14.10. | Campinas        | Campeonato Internacional de Tênis de Campinas     | $ 133.250  | Sand          | Tristan Boyer          | Mateus Alves Orlando Luz            |
| 14.10. | Shenzhen        | Shenzhen Longhua Open                             | $ 133.250  | Hartplatz     | Mackenzie McDonald     | Pruchya Isaro Wang Aoran            |
| 14.10. | Calgary         | Calgary National Bank Challenger                  | $ 082.000  | Hartplatz (i) | Murphy Cassone         | Ryan Seggerman Patrik Trhac         |
| 14.10. | Saint-Brieuc    | Open Saint-Brieuc Armor Agglomération             | € 074.825  | Hartplatz (i) | Benjamin Bonzi         | Geoffrey Blancaneaux Gabriel Debru  |
| 21.10. | Taipeh          | Taipei OEC Open                                   | $ 164.000  | Hartplatz (i) | Taro Daniel            | David Stevenson Marcus Willis       |
| 21.10. | Brest           | Open Brest Groupe Vert                            | € 120.950  | Hartplatz (i) | Otto Virtanen          | Nicolás Barrientos Skander Mansouri |
| 21.10. | Curitiba        | Copa International de Tênis                       | $ 133.250  | Sand          | Jaime Faria            | Fernando Romboli Matías Soto        |
| 21.10. | Playford City   | City of Playford International                    | $ 082.000  | Hartplatz     | Rinky Hijikata         | Blake Ellis Thomas Fancutt          |
| 21.10. | Sioux Falls     | Marketbeat Open                                   | $ 082.000  | Hartplatz (i) | Borna Gojo             | Liam Draxl Cleeve Harper            |
| 28.10. | Bratislava      | Slovak Open                                       | € 148.625  | Hartplatz (i) | Roman Safiullin        | Nicolás Barrientos Julian Cash      |
| 28.10. | Seoul           | Seoul Open Challenger                             | $ 133.250  | Hartplatz     | Nikolos Bassilaschwili | Saketh Myneni Ramkumar Ramanathan   |
| 28.10. | Charlottesville | Jonathan Fried Men’s Pro Challenger               | $ 082.000  | Hartplatz (i) | James Trotter          | Robert Cash JJ Tracy                |
| 28.10. | Guayaquil       | Challenger Ciudad de Guayaquil                    | $ 082.000  | Sand          | Federico Agustín Gómez | Karol Drzewiecki Piotr Matuszewski  |
| 28.10. | Sydney          | Perpetual NSW Open                                | $ 082.000  | Hartplatz     | Thanasi Kokkinakis     | Blake Ellis Thomas Fancutt          |
| 28.10. | Brazzaville     | Brazzaville Challenger                            | $ 041.000  | Sand          | Gonçalo Oliveira       | Florent Bax Karan Singh             |

### November
| Datum1 | Ort             | Turnier                                         | Preisgeld2 | Belag3        | Sieger Einzel             | Sieger Doppel                                |
| ------ | --------------- | ----------------------------------------------- | ---------- | ------------- | ------------------------- | -------------------------------------------- |
| 04.11. | Helsinki        | HPP Open                                        | € 148.625  | Hartplatz (i) | Kei Nishikori             | Filip Bergevi Mick Veldheer                  |
| 04.11. | Knoxville       | Knoxville Challenger                            | $ 082.000  | Hartplatz (i) | Christopher Eubanks       | Patrick Harper Johannus Monday               |
| 04.11. | Lima            | DirecTV Open Lima                               | $ 082.000  | Sand          | Vít Kopřiva               | Karol Drzewiecki Piotr Matuszewski           |
| 04.11. | Matsuyama       | Unicharm Trophy Ehime International Open Tennis | $ 082.000  | Hartplatz     | Nicolas Moreno de Alboran | Seita Watanabe Takeru Yuzuki                 |
| 11.11. | Kōbe            | Hyogo Noah Challenger                           | $ 133.250  | Hartplatz (i) | Alexander Blockx          | Vasil Kirkov Bart Stevens                    |
| 11.11. | Montevideo      | Uruguay Open                                    | $ 133.250  | Sand          | Tristan Boyer             | Guido Andreozzi Orlando Luz                  |
| 11.11. | Champaign       | Paine Schwartz Partners Challenger              | $ 082.000  | Hartplatz (i) | Ethan Quinn               | Evan King Reese Stalder                      |
| 11.11. | Drummondville   | Challenger Banque Nationale de Drummondville    | $ 082.000  | Hartplatz (i) | Aidan Mayo                | Robert Cash JJ Tracy                         |
| 11.11. | Lyon            | All In Open Auvergne Rhône-Alpes                | € 074.825  | Hartplatz (i) | Raphaël Collignon         | Luke Johnson Lucas Miedler                   |
| 18.11. | Rovereto        | Città di Rovereto                               | € 120.950  | Hartplatz (i) | Luca Nardi                | N. Sriram Balaji Rithvik Choudary Bollipalli |
| 18.11. | São Paulo       | Torneio Internacional Masculino de Tênis        | $ 082.000  | Hartplatz     | Francisco Comesaña        | Federico Agustín Gómez Luis David Martínez   |
| 18.11. | Montemar        | Montemar Challenger ENE Construcción            | € 074.825  | Sand          | Fabio Fognini             | Karol Drzewiecki Piotr Matuszewski           |
| 18.11. | Yokohama        | Yokohama Keio Challenger                        | $ 082.000  | Hartplatz     | Yūta Shimizu              | Benjamin Hassan Saketh Myneni                |
| 18.11. | Puerto Vallarta | Partners Open Puerto Vallarta                   | $ 041.000  | Hartplatz     | Nishesh Basavareddy       | Liam Draxl Benjamin Sigouin                  |
| 25.11. | Maia            | Maia Open                                       | € 120.950  | Sand (i)      | Damir Džumhur             | Théo Arribagé Francisco Cabral               |
| 25.11. | Temuco          | Challenger Dove Men+Care Temuco                 | $ 133.250  | Hartplatz     | Hady Habib                | Christian Harrison Evan King                 |
| 25.11. | Yokkaichi       | Yokkaichi Challenger                            | $ 082.000  | Hartplatz     | Rei Sakamoto              | Thomas Fancutt Jakub Paul                    |
| 25.11. | Manzanillo      | Manzanillo Open                                 | $ 041.000  | Hartplatz     | Mats Rosenkranz           | Liam Draxl Cleeve Harper                     |

- 1 Turnierbeginn (ohne Qualifikation)
- 2 Seit 2019 werden alle Spieler der Turniere untergebracht.
- 3 Das Kürzel „(i)“ (= indoor) bedeutet, dass das betreffende Turnier in einer Halle ausgetragen wurde.

## Verteilung der Weltranglistenpunkte
Ein Überblick über die Punktverteilung der jeweiligen Challenger-Kategorien im Jahr 2024. Seit 2019 müssen alle Challenger-Turniere ihren Spielern Hospitality gewähren.
| Turnierkategorie | Gesamtsumme Preisgeld | S   | F   | HF | VF | AF | 1R | Zusätzliche Qualifikationspunkte |
| ---------------- | --------------------- | --- | --- | -- | -- | -- | -- | -------------------------------- |
| Challenger 175   | $0225.500 €0205.000   | 175 | 100 | 60 | 32 | 15 | 0  | 6                                |
| Challenger 125   | $0164.000 €0148.625   | 125 | 75  | 45 | 25 | 11 | 0  | 5                                |
| Challenger 100   | $0133.250 €0120.950   | 100 | 60  | 36 | 20 | 9  | 0  | 5                                |
| Challenger 75    | $0082.000 €0074.825   | 075 | 50  | 30 | 16 | 7  | 0  | 4                                |
| Challenger 50    | $0041.000 €0036.900   | 050 | 30  | 17 | 9  | 4  | 0  | 3                                |

- Erklärung Kopfzeile: S = Sieger; F = (unterlegener) Finalist; HF = Halbfinale erreicht (und dann ausgeschieden); VF = Viertelfinale; AF = Achtelfinale; 1R = Erste Runde
- Paare im Doppel erhalten keine Punkte vor dem Viertelfinale.